# Glycera spadix
Glycera spadix är en ringmaskart som beskrevs av Treadwell 1943. Glycera spadix ingår i släktet Glycera och familjen Glyceridae. Inga underarter finns listade i Catalogue of Life.